# Idiasta maritima
Idiasta maritima är en stekelart som först beskrevs av Alexander Henry Haliday 1838.  Idiasta maritima ingår i släktet Idiasta och familjen bracksteklar. Arten är reproducerande i Sverige. Inga underarter finns listade i Catalogue of Life.